# لاميناريا يندوانية
لاميناريا يندوانية (الاسم العلمي:Laminaria yendoana) هو نوع من الطلائعيات يتبع جنس اللاميناريا من فصيلة اللامينارية.